# Józef Nalberczak
Józef Mieczysław Nalberczak (ur. 9 stycznia 1926 w Warszawie, zm. 18 grudnia 1992 tamże) – polski aktor teatralny, filmowy i telewizyjny.

## Życiorys
Urodził się w rodzinie Józefa (1883–1942) i Heleny z Laskowskich (1897–1985). Miał starszą siostrę Barbarę (1924–2005). Przed II wojną światową występował (razem z Tadeuszem Janczarem) w szkolnym kółku dramatycznym w Rembertowie. Podczas okupacji niemieckiej pracował fizycznie i kontynuował naukę na tajnych kompletach gimnazjalnych w Warszawie. W 1944 został żołnierzem AK Obwodu VII „Obroża”, rejon III „Dęby” (Rembertów) (ps. „Sęp”). Pracę na scenie rozpoczął w tym samym roku już jako żołnierz Ludowego Wojska Polskiego od występów we frontowym Teatrze 2 Dywizji Piechoty im. Henryka Dąbrowskiego, w którym grał m.in. z Tadeuszem Janczarem, a następnie Teatrze Objazdowym 1 Armii WP w maju 1945 roku. Z Ludowym Wojskiem Polskim przeszedł szlak od Wisły do Berlina. Po wojnie występował w Zespole Pieśni i Tańca Wojska Polskiego. 

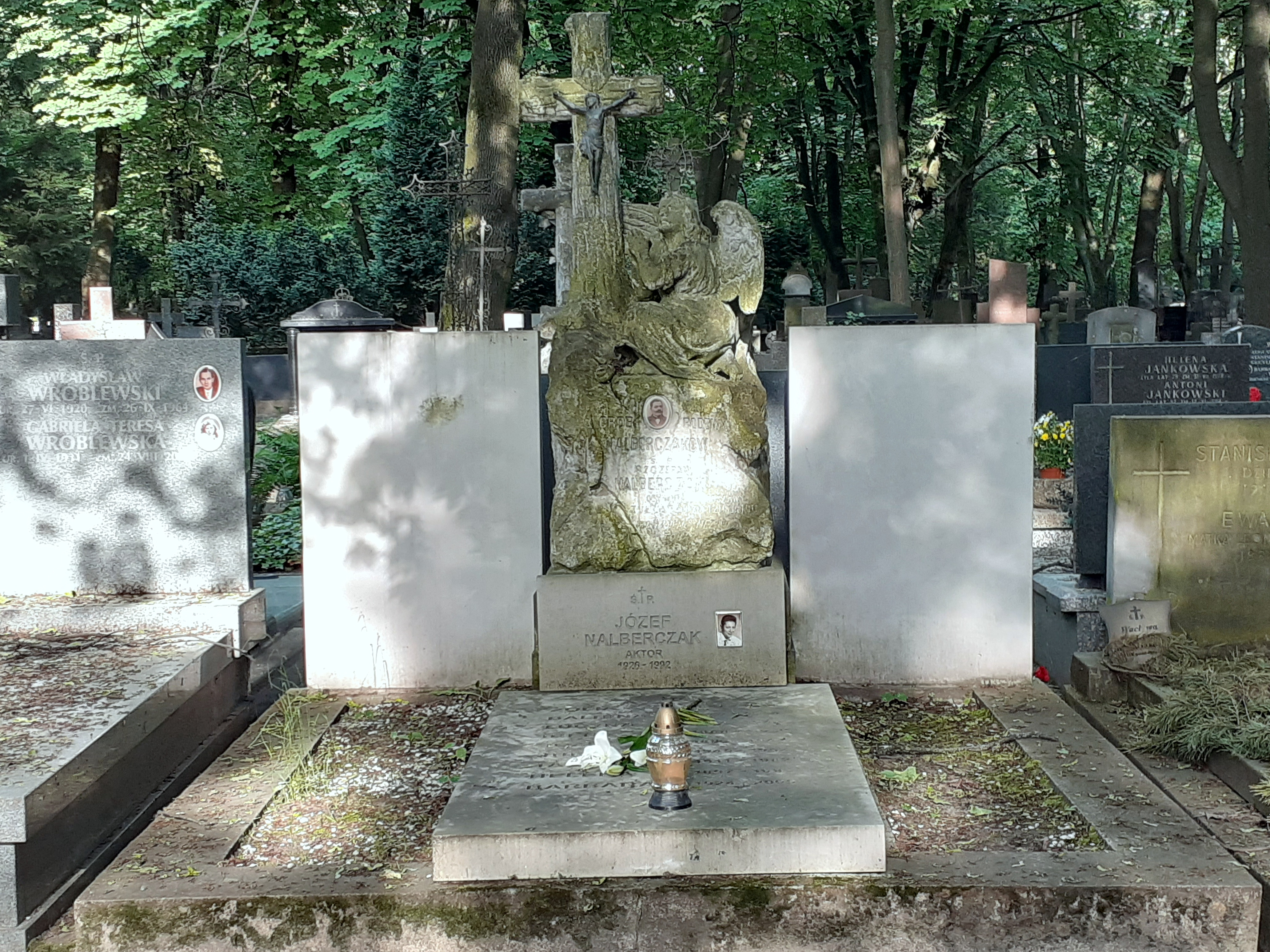
Grób Józefa Nalberczaka na cmentarzu Powązkowskim w Warszawie

W 1946 roku ukończył Szkołę Dramatyczną Janusza Strachockiego w Warszawie, do której zgłosił się razem z Janczarem. Gdy Strachocki został w roku 1947 dyrektorem Teatru im. Stefana Jaracza w Olsztynie, zabrał do niego Nalberczaka z Janczarem. Po trzech miesiącach Nalberczak zdecydował o opuszczeniu tego teatru, aby w 1948 ukończyć PWST w Warszawie (z siedzibą w Łodzi). Grał wówczas w Teatrze Wojska Polskiego w Łodzi. Od 1948 roku był związany z teatrami warszawskimi: Teatrem Rozmaitości (1948–1950), Teatrem Nowej Warszawy (1950–1955), Teatrem Klasycznym (1955–1965), Teatrem Współczesnym (1965–1974), Teatrem Polskim (1974–1983), Teatrem Narodowym (1983–1990).
W filmach obsadzano Nalberczaka do odgrywania postaci drugiego planu oraz ról epizodycznych, z których jest najbardziej znany, chociaż grał także główne role. W filmie, jak w i teatrze przyjmował właściwie wszystkie oferowane mu role, nie chcąc grać tylko w niemieckim mundurze, podobnie jak jego przyjaciel i towarzysz broni Janczar. Duża pracowitość wynikała z chęci nabycia samochodu i mieszkania. W latach 60. i 70. był nagradzany za role filmowe, lecz na początku lat 80. nastąpiło załamanie jego kariery. Zaczął angażować się w role odgrywane u twórców sprzyjających władzom PRL, poza tym zaczął też poważnie chorować. Kilka lat przed śmiercią doznał wylewu. Zmarł 18 grudnia 1992 z powodu choroby nowotworowej, jednak, jak wspomina Janusz Zaorski, sekcja zwłok wykazała, że wypił około litra wódki. Został pochowany na cmentarzu Powązkowskim w Warszawie (kwatera 296-6-8,9).
W latach 1948–1955 był mężem Aldony Antoniny Cacko, z którą miał syna Jacka, w latach 70. kierownika produkcji.

## Filmografia
- Skarb (1948) – student w nausznikach, sąsiad Witka
- Trudna miłość (1953) – Janek Małodworny
- Autobus odjeżdża 6.20 (1954) – Procek, sekretarz POP w Technikum Górniczo-Hutniczym
- Uczta Baltazara (1954) – porucznik Kuszel, szef ochrony budowanej fabryki penicyliny
- Podhale w ogniu (1955) – zbójnik
- Zaczarowany rower (1955) – kolarz Stanisław Popiel
- Trzy kobiety (1956) – Władysław Zaremba, adorator Celiny
- Wolne miasto (1958) – marynarz Heniek, biorący udział w bójce w piwiarni Schmoldego
- Szczęściarz Antoni (1960) – murarz budujący domek Antoniego
- Droga na Zachód (1961) – sierżant radziecki
- Milczące ślady (1961) – Wiśniewski, członek oddziału Morwy
- Świadectwo urodzenia (1961) – jeniec w cz. 2 „List z obozu”
- Spóźnieni przechodnie (1962) – gość przy barze w odc. 4 „Stary profesor”
- Ubranie prawie nowe (1963) – Franek Bona, brat Ignacego
- Nieznany (1964) – Piegas
- Nad Odrą (1965) – Kaziuk, mąż Magdy
- Miejsce dla jednego (1965) – robotnik
- Popioły (1965) – żołnierz tułacz
- Zawsze w niedzielę (1965) – bramkarz Franciszek Korban
- Czterej pancerni i pies (1966–1970) – Fiedia, sowiecki żołnierz w odc. 1 i 3
- Mistrz (1966) – podopieczny nauczycielki
- Piekło i niebo (1966) – kierowca autobusu
- Noc generałów (ang. The Night of the Generals) (1966) – granatowy policjant
- Pocztówka z Buenos Aires (1966)
- Przedświąteczny wieczór (1966) – sąsiad Gmura na Irysowej 8
- Dziadek do orzechów (1967) – głos króla myszy
- Morderca zostawia ślad (1967) – Klimczuk
- Westerplatte (1967) – kapral Edmund Szamlewski
- Samotność we dwoje (1968) – Kasperlik
- Stawka większa niż życie (1968) – „Wojtek”, szef siatki w odc. 9
- Do przerwy 0:1 (1969) – piłkarz Wacek Stefanek w odc. 1–2, 4–7
- Paragon gola (1969) – piłkarz Wacek Stefanek
- Piąta rano (1969) – mieszkaniec kamienicy
- Fortuna (1972) – kasjer Hieronim Śpiewankiewicz
- Kaprysy Łazarza (1972) – pierworodny syn Jacentego
- Uciec jak najbliżej (1972) – Józef Olszewski
- Czarne chmury (1973) – Trzosowski w odc. 6–8, 10
- Droga (1973) – kierowca-podrywacz w odc. 1–2, 6
- Profesor na drodze (1973) – nauczyciel języka polskiego w Technikum dla Pracujących
- Żółw (1973) – dozorca
- Awans (1974) – sołtys
- Czterdziestolatek (1974) – sąsiad parkujący samochód w odc. 4
- Ile jest życia (1974) – Kowalewicz, członek ekipy filmowej w odc. 12
- Koniec wakacji (1974) – ojciec Jurka
- Dyrektorzy (1975) – majster Muniak w odc. 1–3, 5–6
- 07 zgłoś się (1976) – Tymowski, kierownik kina, szef szajki (odc. 2 „Wisior”)
- Brunet wieczorową porą (1976) – kierowca
- Daleko od szosy (1976) – nauczyciel języka polskiego w Technikum dla Pracujących w odc. 7
- Złota kaczka (1976) – mężczyzna w karczmie
- Lalka (serial telewizyjny, 1977) – Deklewski w odc. 1, 7
- Milioner (1977) – komendant milicji
- Żołnierze wolności (1977) – żołnierz I Armii WP; w cz. 2
- Co mi zrobisz, jak mnie złapiesz (1978) – chłoporobotnik na dworcu
- Hallo Szpicbródka czyli ostatni występ króla kasiarzy (1978) – klakier Rudy
- Wielki podryw (1978) – kierowca podwożący Sylwika
- Zielona miłość (1978) – sekretarz partii w odc. 2–3
- Dom (1980) – murarz Pakuła w odc. 6 „Nosić swoją skórę”
- Punkt widzenia (1980) – doktor Krasucki, przyjaciel ojca Włodka w odc. 4
- Biłek (1981) – weterynarz Wąsicki
- Klejnot wolnego sumienia (1981) – Jan Zamoyski
- Najdłuższa wojna nowoczesnej Europy (1981) – Julian Jaraczewski, udziałowiec Bazaru w odc. 4
- Levins Mühle (1982) – Gregor Germann
- Blisko, coraz bliżej (1982) – powstaniec Labus w odc. 9–10
- Oko proroka (1982) – niemy Woroba
- Oko proroka czyli Hanusz Bystry i jego przygody (1985) – niemy Woroba w odc. 1–2
- Przyłbice i kaptury (1985) – marszałek na dworze księcia Witolda w odc. 5
- A żyć trzeba dalej (1986) – kapitan Zbigniew Czajkowski
- Czas nadziei (1986) – pułkownik, komisarz wojskowy „Metalpolu”
- Sonata marymoncka (1987) – kierowca Andrzejczak
- Śmieciarz (1987) – restaurator Karaś
- Warszawskie gołębie (1988) – gołębiarz Wacław Kaczmarski
- Z soboty na poniedziałek (1988) – furman Węgierko
- Virtuti (1989) – major

## Spektakle Teatru Tv[11]
- Wyjątek i reguła (1955) – Przewodnik
- Czarna perła (1957)
- Klub kawalerów (1957)
- Szymon Chrząszcz znieważa sakrament małżeństwa (1958) – Szymon Chrząszcz
- Pamiętnik babci (1959)
- Troja, miasto otwarte (1960)
- Dwa teatry (1962)
- Stworzenie świata (1963) – Sekretarz
- Ostry dyżur (1964) – Franciszek Wielgorz
- Ta wieś Mogiła (1964) – Pietryk
- Kapitan z Koepenick (1965) – Schlettow
- Klub kawalerów (1965) – Piorunowicz
- Pięć minut przed północą (1965)
- Rano przeszedł huragan (1965)
- Stawka większa niż życie (1965) – Roman w odc. 3
- Ucieczka z Betlejemu (1965) – Edek
- Zabawa jak nigdy (1965)
- Żołnierze (1965) – Żonaty
- Huzarzy (1966)
- Pocztówka z Buenos Aires (1966) – Marek
- Skowronek (1966) – Beaudricourt
- Pajęczyna (1967) – Marek Wolski
- Żołnierz królowej Madagaskaru (1967)
- Ranny las (1968) – Zawada
- Rocznica (1968) – Cullen
- Trzy salwy (1968)
- Byłem i ja (1969)
- Niebezpieczne ścieżki (1969) – Major
- Ucieczka (1969) – Olszak
- Wicek i Wacek (1969)
- Czarująca szewcowa (1970) – Szewc
- W imieniu prawa (1970) – Olczak
- Fotografia w gazecie (1971) – Karpiel
- Przyjęcie (1971) – On
- Rafał Olbromski (1971) – Michcik
- Wizyta starszej pani (1971) – Syn Illa
- Chryja (1972) – Gligor
- Otworzyć serce (1972) - Inżynier
- Pięciokąt (1972) – Podróżny
- Umarłem, aby żyć (1972) cz. III
- Księżyc w nowiu (1973) – Sielecki
- Generacje (1974)
- Henryk IV (1975) – Owen Glendower
- Morderca z pociągu (1975) – Porucznik MO
- Tragedia optymistyczna (1975) – Aleksy
- Wieczór trzech króli (1975) – Antonio
- Jedenaste przykazanie (1976) – Biczycki
- Awantura w Chioggi (1977) – Toni
- Doktor medycyny (1977) – Marszałek
- Honor bez motywów (1977) cz. II-III – Maszczyk
- Kremlowskie kuranty (1977) – Czerwonoarmista
- Letnicy (1977) – Doktor
- Azyl dla bandyty (1978) – Jarema
- Idea i miecz (1978)
- O coś więcej niż przetrwanie (1978) – "Porawa"
- Pierścień i róża, czyli historia Lulejki i Bulby (1980)
- Smok (1980) – Smok
- Wojna w Polszcze pospolita (1980) – Rostrucharz
- Azyl (1981) – Inspektor
- Superata (1981) – Pichlewicz
- Znachor (1981) – Prokurator
- Z chłopa król (1983) – Kwasipiwski
- Thermidor (1984) – Billaud
- Bóg jest i na śmieciach (1985) – Masłowski
- Zapis ojca Hermanna (1985) – Wiprecht
- Jubileusz (1987) – Kużma Mikołajewicz-Chiryn

## Ordery i odznaczenia
- Krzyż Kawalerski Orderu Odrodzenia Polski (1976)
- Srebrny Krzyż Zasługi (11 lipca 1955)[1]
- Brązowy Krzyż Zasługi (1945)
- Medal 30-lecia Polski Ludowej (1974)
- Medal 40-lecia Polski Ludowej (1985)
- Medal 10-lecia Polski Ludowej (1955)
- Odznaka 1000-lecia Państwa Polskiego (1967)[12]
- Odznaka „Zasłużony Działacz Kultury” (dwukrotnie: 1976, 1978)

## Nagrody
- Nagroda na III Kaliskich Spotkaniach Teatralnych w Kaliszu za rolę tytułową w spektaklu Samuel Zborowski Juliusza Słowackiego w reż. Jerzego Kreczmara w Teatrze Klasycznym w Warszawie (1963)
- Nagroda Ministra Oświaty i Wychowania za główną rolę w filmie telewizyjnym Profesor na drodze w reż. Zbigniewa Chmielewskiego (1973)
- Nagroda Ministra Obrony Narodowej za całokształt twórczości artystycznej w dziedzinie teatru i filmu, a w szczególności za role w filmach Westerplatte i Żołnierz wolności oraz sztukach Samuel Zborowski, Mazepa i Geniusz sierocy (1985)
- Nagroda za pierwszoplanową rolę męską w filmie Uciec jak najbliżej w reż. Janusza Zaorskiego na Lubuskim Lecie Filmowym w Łagowie (1972)